# Rainulf Drengot

Italië in het jaar 1000

Rainulf Drengot (†1045) was een Noorman en telg uit de Drengot familie, hij was de grondlegger van de verovering van Zuid-Italië door de Normandiërs. Hij was de eerste graaf van Aversa (1030-1045).

## Levensloop
Nadat zijn broer Osmond een edelman uit de entourage van hertog Richard II van Normandië had vermoord, werd de familie Drengot uit het hertogdom Normandië verbannen. De gebroeders met ongeveer 250 volgelingen kwamen rond 1017 in Campanië (Zuid-Italië) aan, waar zij zich aanboden als huurlingen. De eerste opdracht, de Slag bij Cannae, was rampzalig, twee van de broers en een groot deel van de manschappen kwamen om het leven. Vanaf dan werd Rainulf de leider. De geschiedschrijver Amatus van Montecassino schreef over hen : … ze verkochten hun diensten naargelang de omstandigheden en aan zij die het meest boden …. 
Hij vocht eerst voor Sergius IV van Napels. In 1030 gaf hij hem het graafschap Aversa en de hand van zijn dochter. Als zijn vrouw in 1034 stierf hertrouwde hij met de dochter van de hertog van Amalfi. Zijn titel als graaf van Aversa werd in 1037 erkend door keizer Koenraad II. Nadat hij in 1038 de Byzantijnen in de strijd had verslagen, verklaarde hij zichzelf tot prins en formaliseerde hij zijn onafhankelijkheid van Napels. Hij stond hij aan de zijde van Guaimar IV van Salerno en keizer Koenraad II, bij de verovering van het prinsdom Capua van zijn buurman Pandulf IV. Keizer Koenraad II keurde de vereniging van de twee domeinen goed, hiermee werd Guaimar vorst van de grootste staat van Zuid-Italië. Ranulf was een van de leiders van de anti-Byzantijnse coalitie die in 1040 in Zuid-Italië in opstand kwam. Hij nam deel aan de beslissende overwinning in de Slag bij Olivento in maart 1041. In 1042 kreeg Guaimar IV van Salerno nog bijkomende steun van zijn Normandische streekgenoot Willem met de IJzeren Arm, dat leverde Rainulf nog meer land uit de voormalige Byzantijnse gebieden op, Siponto en Monte Gargano. 
Hij stierf in juni 1045 en werd opgevolgd door zijn neef, Asclettin, zoon van Asclettin van Acerenza.